# Ульріх Некель
Ульріх Некель (нім. Ulrich Neckel; 23 січня 1898, Гюстров, Німецька імперія — 11 травня 1928, Арко, Королівство Італія) — німецький льотчик-ас, лейтенант Прусської армії. Кавалер ордена Pour le Mérite.

## Біографія
У серпні 1914 року пішов в армію добровольцем, пройшов підготовку як артилерист у польовому гольштейнському артилерійському полку № 24, потім з січня 1915 року воював на Східному фронті.
У листопаді 1916 року пройшов підготовку на льотчика в Готі та на початку 1917 року був призначений у 25-й льотний дивізіон, знову на Східний фронт. У серпні 1917 року його направили в училище винищувальної авіації у Валансьєнні, а потім, у вересні — у 12-ту винищувальну ескадрилью, у званні єфрейтора. У квітні 1918 року Некеля, завдяки його швидким успіхам, вивищили до офіцера, а в серпні він перейшов у 19-ту винищувальну ескадрилью, після чого 1 вересня 1918 року призначений командиром 6-ї винищувальної ескадрильї.
Всього за час бойових дій здобув 30 перемог. 22-ю жертвою Некеля став британський морський ас, кавалер хреста «За видатні заслуги», командир 201-ї ескадрильї майор Чарльз Доусон Букер, який особисто збив 29 літаків (він помер від ран).
Помер від туберкульозу. Похований в Берліні на цвинтарі Інваліденфрідгоф.

## Нагороди
- Залізний хрест 2-го і 1-го класу
- Нагрудний знак військового пілота (Пруссія)
- Королівський орден дому Гогенцоллернів, лицарський хрест з мечами
- Pour le Mérite (8 листопада 1918) — за 30 перемог.